# Кузебеково
Кузебеково (баш. Ҡужабаҡ) — деревня в Зианчуринском районе Республики Башкортостан Российской Федерации. Входит в состав Новочебенкинского сельсовета.

## География

### Географическое положение
Расстояние до:
- районного центра (Исянгулово): 20 км,
- центра сельсовета (Ишемгул): 12 км,
- ближайшей ж/д станции (Тюльган): 41 км.

## Население
| 1939 | 1959 | 1970 | 1979 | 1989 | 2002 | 2009 |
| ---- | ---- | ---- | ---- | ---- | ---- | ---- |
| 271  | ↘171 | →171 | ↗183 | ↘165 | ↗186 | ↗200 |
| 2010 |      |      |      |      |      |      |
| ↘157 |      |      |      |      |      |      |

Национальный состав
Согласно переписи 2002 года, преобладающая национальность — башкиры (75 %).

## Религия
В деревне есть мечеть.